# Điều khoản bảo lưu
Điều khoản bảo lưu (tiếng Anh: Reserve clause) trong thể thao chuyên nghiệp Bắc Mỹ là một phần của hợp đồng cầu thủ, trong đó nêu rõ rằng các câu lạc bộ được phép duy trì, hay "bảo lưu", quyền kiểm soát một cầu thủ sau khi hết hạn hợp đồng, bằng việc như tự động gia hạn hợp đồng trước đó trong thời hạn một năm. Các cầu thủ được giao kết bằng loại hợp đồng này không được tự do ký hợp đồng với CLB khác. Sau khi ký hợp đồng, cầu thủ chỉ có thể được chuyển nhượng, trao đổi, bán hoặc giải phóng theo quyết định của CLB.
Đòn bẩy đàm phán duy nhất của hầu hết cầu thủ là trì hoãn việc ký hợp đồng và từ chối thi đấu cho tới khi các điều kiện họ đưa ra được đáp ứng. Các cầu thủ bắt buộc phải thương lượng một hợp đồng mới hàng năm cho cùng một đội hoặc yêu cầu được giải phóng hợp đồng hoặc chuyển nhượng. Họ không có quyền tự do thay đổi CLB thi đấu, trừ khi được CLB giải phóng vô điều kiện. Vào thời kì điều khoản bảo lưu còn hiệu lực, đó là cách duy nhất để một cầu thủ có thể trở thành cầu thủ tự do.
Điều khoản này từng phổ biến trong giao kết hợp đồng thể thao, nhưng đã bắt đầu bị bãi bỏ bắt đầu tại tổ chức bóng chày chuyên nghiệp Major League Baseball (MLB) vào năm 1975. Hiện nay, hệ thống điều khoản dự trù hầu hết đã được thay thế bằng cơ chế chuyển nhượng tự do.

## Bóng chày

### MLB
Vào cuối thế kỷ 19, bóng chày ở Mỹ trở nên phổ biến đến mức các đội bóng lớn bắt đầu trở thành doanh nghiệp có giá trị lớn, và các cầu thủ được trả mức lương cao hơn nhiều so với mức lương của một người lao động thông thường. Để kiểm soát yêu cầu lương bổng của cầu thủ, giới chủ sở hữu các CLB đã sử dụng hợp đồng chuẩn hóa, trong đó quy định điều khoản chính là mức lương. Các cầu thủ đã không thành công khi cố gắng chống lại hệ thống bảo lưu đang dần phổ biến bằng cách thành lập một công đoàn mang tên Brotherhood, và thành lập giải đấu riêng tên là Player's League chỉ tồn tại được trong một mùa giải vào vào năm 1890. Trong 80 năm tiếp theo, hệ thống bảo lưu đã phổ biến ở các hệ thống bóng chày chuyên nghiệp. Tất cả hợp đồng của cầu thủ đều có thời hạn một năm. Hợp đồng có hiệu lực dài hạn trong thời kì này không tồn tại, vì sự tồn tại điều khoản bảo lưu đã phủ định nhu cầu giao kết hợp đồng trên.
Điều khoản bảo lưu được đưa ra vào năm 1879, là đề xuất nhằm hợp thức hóa một quy tắc không chính thức được gọi là "quy tắc năm người", trong đó cho phép các CLB giữ lại quyền đối với một số cầu thủ vào mỗi mùa giải, trừ khi cầu thủ đó chọn không tiếp tục hợp đồng và không chơi tại giải đấu trong một năm. Trong khi quy tắc không chính thức trên không phải là bí mật, các đội đã bắt đầu vi phạm bằng cách ký hợp đồng với các cầu thủ "được giữ lại" của đội khác. Những tranh cãi nảy sinh trên đã khiến National League chính thức ban hành luật vào ngày 6 tháng 12 năm 1879. 
Các CLB nhận ra rằng nếu cầu thủ được tự do chuyển nhượng từ đội này sang đội khác thì mức lương sẽ tăng đáng kể. Do đó, họ hiếm khi giải phóng hợp đồng cho cầu thủ (hoặc ít nhất là những cầu thủ có giá trị), và thay vào đó giữ quyền kiểm soát đối với cầu thủ, chuyển nhượng cầu thủ với các đội khác để đổi lấy quyền sử dụng cầu thủ khác, hoặc bán quyền sử dụng họ lấy tiền mặt. Do đó, các cầu thủ chỉ có lựa chọn ký hợp đồng theo điều khoản CLB đưa ra hoặc "trì hoãn ký" (từ chối thi đấu và không được trả tiền).
Theo Đạo luật chống độc quyền Sherman năm 1890, hai hoặc nhiều công ty không liên kết trong bất kỳ hoạt động kinh doanh liên bang nào khác đều bị cấm thông đồng với nhau để ấn định giá hoặc thiết lập lịch trình hoặc tỷ giá. Việc thực thi đạo luật này dẫn tới đỉnh điểm vào năm 1910 khi Tòa án Tối cao khẳng định lệnh giải thể tập đoàn Standard Oil của chính phủ Mỹ.
Tuy nhiên, với lập luận rằng để bóng chày (môn thể thao chuyên nghiệp quy mô lớn duy nhất ở Mỹ trong những năm 1920) hoạt động tốt thì cần phải cấp cho các tổ chức môn này quyền miễn trừ khỏi Đạo luật Sherman, Tòa án Tối cao Hoa Kỳ đã ra phán quyết vào năm 1922 trong vụ Federal Baseball Club v. National League (259 US 200) rằng bóng chày là một "lĩnh vực giải trí" và việc tổ chức thi đấu giữa các CLB sở hữu và điều hành độc lập tại các tiểu bang khác, cũng như tham gia vào các hoạt động liên quan, không cấu thành "hoạt động thương mại liên bang" và do đó miễn áp dụng luật chống độc quyền.
Năm 1951, Hạ nghị sĩ Emanuel Celler tuyên bố rằng sẽ tổ chức phiên điều trần tại Ủy ban Tư pháp Hạ viện Hoa Kỳ để xem xét quyền miễn trừ chống độc quyền của MLB.  Celler tham gia phiên điều trần, tin rằng MLB cần cơ sở luật ủng hộ điều khoản bảo lưu.  Các cầu thủ ngôi sao như Lou Boudreau và Pee Wee Reese đã bày tỏ sự ủng hộ của họ đối với điều khoản bảo lưu. Cầu thủ giải hạng dưới lâu năm Ross Horning đã làm chứng về trải nghiệm thi đấu chuyên nghiệp của mình, mà ông cho biết là điển hình với những cầu thủ tầm trung.  Cy Block đã làm chứng về những trải nghiệm của mình và cách điều khoản dự bảo lưu ngăn cản anh có cơ hội thi đấu lâu hơn tại cấp MLB.  Báo cáo cuối cùng của Celler cho rằng Quốc hội Hoa Kỳ không nên can thiệp và nên để vấn đề được giải quyết tại cơ quan tư pháp liên bang Hoa Kỳ . Tòa án Tối cao Hoa Kỳ đã duy trì quyền miễn trừ chống độc quyền của MLB và điều khoản dự trù trong vụ Toolson kiện New York Yankees, Inc. năm 1953. 
Việc thông qua sự "phá vỡ độc quyền" này về cơ bản đã hợp thức hóa tính hợp pháp của điều khoản bảo lưu trong nhiều năm và trao cho Major League Baseball quyền lực chưa từng có đối với cả cầu thủ và các tổ chức giải độc lập Hiệp hội các giải bóng chày chuyên nghiệp quốc gia (NAPBL). MLB không chỉ có thể quyết định các cầu thủ chuyên nghiệp có thể chuyển nhượng đi đâu và như thế nào trong hệ thống, mà còn giúp tổ chức này phát triển kiểm soát gần như hoàn toàn giới cầu thủ chuyên nghiệp Bắc Mỹ lúc bấy giờ, với việc tận dụng cuộc Đại suy thoái để thiết lập hệ thống các đội trại luyện (farm team) gồm những cầu thủ sở hữu hoàn toàn bởi các câu lạc bộ mẹ, được gài vào các đội độc lập từ các giải đấu NAPBL trên khắp cả nước.
Khi các môn thể thao đồng đội khác, đặc biệt là khúc côn cầu trên băng, bóng đá và bóng rổ phát triển mô hình tổ chức chuyên nghiệp, giới chủ sở hữu về cơ bản đã bắt chước điều khoản bảo lưu của bóng chày. Hệ thống này trong nhiều năm đã hầu như không bị đưa ra tranh chấp, ngoại trừ từ một số ít lần bị chống lại.

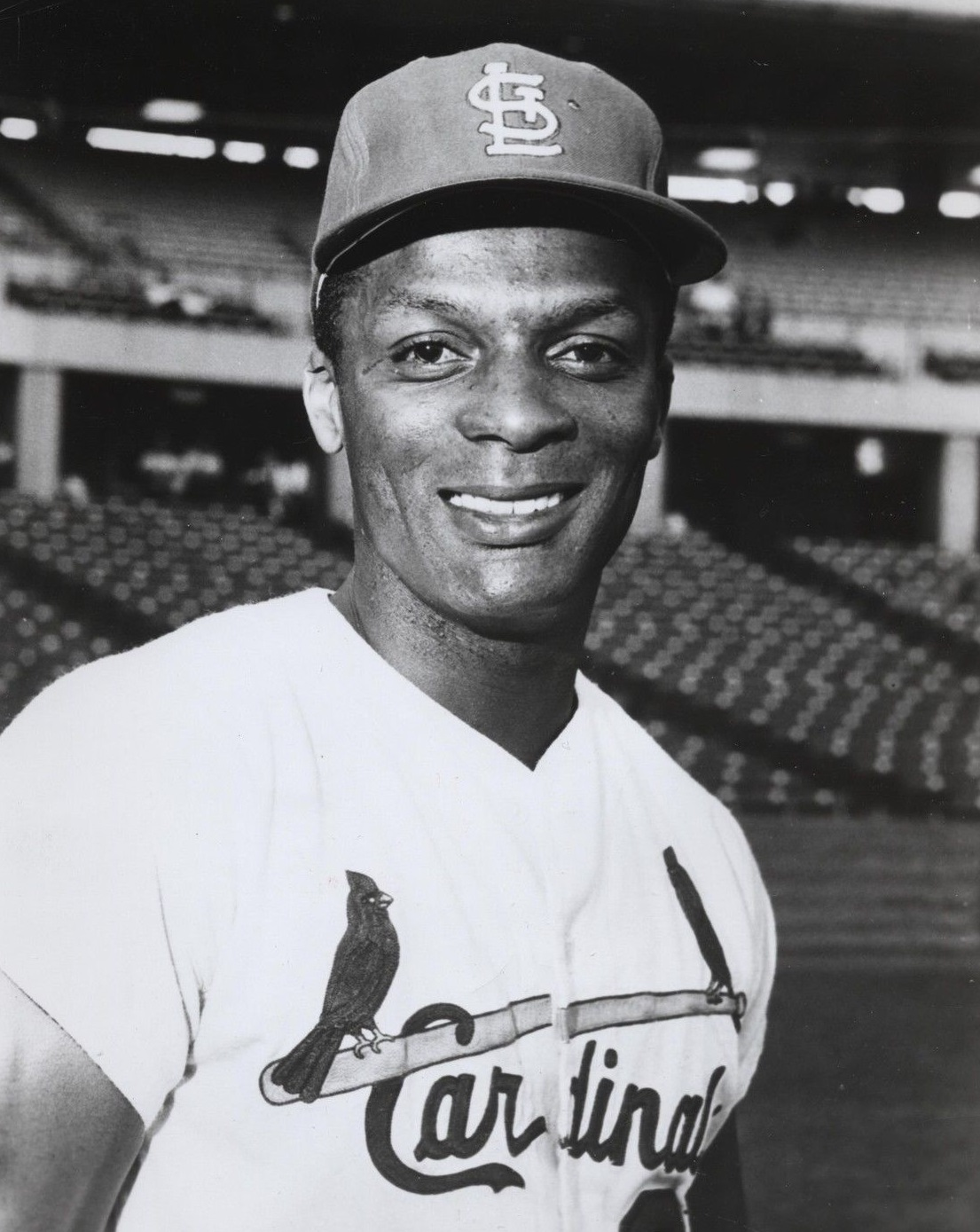
Curt Flood

Vào tháng 10 năm 1969, cầu thủ sân ngoài Curt Flood của St. Louis Cardinals đã khiếu nại không thành công vụ chuyển nhượng của mình sang Philadelphia Phillies và đã hy sinh phần còn lại của sự nghiệp thi đấu để theo đuổi vụ kiện tụng này.  Trong vụ Flood v. Kuhn, Tòa án Tối cao đã xác định rằng điều khoản dự trù là cơ sở hợp pháp để đàm phán trong thương lượng tập thể giữa cầu thủ và giới chủ, và rằng việc miễn trừ chống độc quyền cho thể thao chuyên nghiệp trong lịch sử chỉ có hiệu lực đối với bóng chày và không áp dụng đối với bất kỳ môn thể thao nào khác. Mặc dù Tòa án đã ra phán quyết có lợi cho MLB với tỷ số 5–3, nhưng tòa đã thừa nhận rằng cơ sở ban đầu cho miễn trừ chống độc quyền của MLB là rất yếu, và rằng bóng chày thực sự là hoạt động thương mại liên bang chiếu theo mục đích của đạo luật và miễn trừ là một "sự bất thường" mà tòa đã quyết định không mở rộng cho các tổ chức thể thao hay giải trí chuyên nghiệp khác. 
Việc loại bỏ điều khoản bảo lưu khỏi hệ thống hợp đồng cầu thủ đã trở thành mục tiêu chính trong các cuộc đàm phán đầu tiên giữa Hiệp hội cầu thủ bóng chày nhà nghề Mỹ và các chủ sở hữu. Vào năm 1975, điều khoản bảo lưu đã bị bãi bỏ khi tòa trọng tài Peter Seitz đã ra phán quyết rằng vì các cầu thủ ném bóng Andy Messersmith và Dave McNally đã thi đấu mà không có hợp đồng được giao kết trong một mùa giải nên họ có thể trở thành cầu thủ tự do. Quyết định này về cơ bản đã xóa bỏ điều khoản bảo lưu và mở ra cánh cửa cho quyền chuyển nhượng rộng rãi trong giới bóng chày chuyên nghiệp Bắc Mỹ.

## Bóng rổ
Giải bóng rổ nhà nghề Bắc Mỹ (NBA) đã trải qua nhiều giai đoạn bồi thường và các điều khoản bí mật khác trước khi đạt được xác lập quyền chuyển nhượng tự do gần như không hạn chế. Cầu thủ đầu tiên trong lịch sử giải đấu - và cũng là vận động viên đầu tiên trong lịch sử bốn hệ thống thể thao nhà nghề Mỹ - khiếu nại điều khoản bảo lưu là Rick Barry . Năm 1969, Barry muốn rời San Francisco Warriors sau mùa giải thứ hai để chơi cho đội Oakland Oaks của Hiệp hội Bóng rổ Hoa Kỳ (ABA), do bố vợ anh làm huấn luyện viên trưởng, Bruce Hale. Barry đã ngồi ngoài một mùa giải trước khi gia nhập Oaks. 

## Bóng bầu dục (NFL)
Vào ngày 18 tháng 6 năm 1921, Liên đoàn Bóng bầu dục Quốc gia (NFL) đã phê chuẩn bộ điều lệ đầu tiên của giải đấu.  Điều khoản bảo lưu được phê chuẩn trong hiến pháp tương tự như điều khoản trong bóng chày vào thời điểm đó. Điều khoản bảo lưu của NFL quy định rằng một đội bóng chủ quản được quyền cung cấp hợp đồng với một cầu thủ sau khi hết hạn hợp đồng. Nếu đội bóng chọn không cung cấp hợp đồng, thì cầu thủ mới có thể thử ký hợp đồng với đội bóng mà anh ta muốn.  Về mặt lý thuyết, điều khoản bảo lưu ràng buộc cầu thủ "...với người sử dụng lao động của anh ta vô thời hạn".  Điều khoản bảo lưu "nguyên bản" đã bị bãi bỏ khỏi điều lệ NFL vào năm 1948 khi điều khoản tùy chọn được tạo ra.  Điều khoản tùy chọn nêu rõ rằng một đội có thể chọn tự động gia hạn với một cầu thủ trong đội thêm một năm sau khi hợp đồng của anh ta hết hạn, theo các khoản của hợp đồng cũ đó.   Thuật ngữ điều khoản tùy chọn không được sử dụng trên phương tiện truyền thông và thay vào đó cũng được gọi là điều khoản bảo lưu.  Tuy nhiên, trong nỗ lực của NFL nhằm giành được quyền miễn trừ chống độc quyền từ Quốc hội vào năm 1957, Bert Bell vẫn gọi điều khoản này là điều khoản tùy chọn (và cả là "điều khoản tùy chọn và bảo lưu"). 
Nhiều thập kỷ sau đó, quyền lợi chuyển hượng của các cầu thủ NFL bị hạn chế bởi cái gọi là "luật Rozelle", đặt theo tên của ủy viên đầu tiên thực hiện luật này, cho phép ủy viên "bồi thường" cho bất kỳ đội nào mất một cầu thủ tự do vào tay một đội khác bằng một hình thức đó có giá trị tương đương, thường là lượt tuyển chọn, từ đội đã ký hợp đồng với cầu thủ tự do đó và trao cho đội mà cầu thủ đó đã rời đi. Nỗi sợ mất đi một số lượt tuyển chọn cao trong tương lai đã hạn chế rất nhiều quyền tự do chuyển nhượng vì không đội nào muốn ký hợp đồng với một cầu thủ kỳ cựu chỉ để rồi có nguy cơ mất một hoặc hai lượt chiêu mộ các tài năng tương lai trong kì tuyển tiếp theo.
Luật Rozelle cuối cùng đã được thay thế bằng "kế hoạch B", cho phép một đội bóng đưa ra danh sách 37 cầu thủ được CLB áp dụng điều khoản bảo lưu và tất cả những cầu thủ không có trong danh sách này đều là cầu thủ tự do. Rất ít cầu thủ hàng đầu bị loại khỏi danh sách 37 người này trừ khi bị chấn thương. Thẩm phán Earl R. Larson tuyên bố rằng quy tắc này vi phạm luật chống độc quyền trong vụ Mackey kiện National Football League vào ngày 30 tháng 12 năm 1975,   và một hệ thống giống với quyền chuyển nhượng tự do thực sự sau đó đã xuất hiện trong bóng bầu dục chuyên nghiệp. Hiện nay, quyền kiểm soát đối với một cầu thủ chỉ có hiệu lực trong ba năm đầu tiên sau khi cầu thủ đó được chọn trong kỳ tuyển từ cấp sinh viên. Vào cuối ba năm đầu tiên, một cầu thủ có thể trở thành "cầu thủ tự do bị hạn chế", cho phép đội bóng sắp kết thúc chủ quản đáp ứng bất kỳ lời đề nghị nào mà đội khác đưa ra cho anh ta. Sau bốn năm ở NFL, mọi hợp đồng đều kết thúc khi cầu thủ trở thành cầu thủ tự do không bị hạn chế và không có sự bảo lưu.
Có một tùy chọn "chỉ định bảo lưu với CLB" tương tự như điều khoản bảo lưu; tuy nhiên, các đội chỉ có thể chỉ định bảo lưu một cầu thủ mỗi năm, mặc dù họ có thể chỉ định cùng một cầu thủ trong nhiều năm liên tiếp. Các cầu thủ được chỉ định với CLB đủ điều kiện nhận ít nhất 120% mức lương so với năm trước của họ và các cầu thủ được gắn thẻ "không độc quyền" có thể chấp nhận lời đề nghị từ các đội khác; nếu đội ban đầu không đáp ứng lời đề nghị, họ sẽ nhận được lượt tuyển chọn làm khoản bồi thường. Trong những năm gần đây, nhiều đội đã chọn không thực hiện quyền chỉ định bảo lưu với CLB của mình.

## Khúc côn cầu trên băng (NHL)
Điều khoản bảo lưu là cơ sở cho lệnh cấm của Liên đoàn khúc côn cầu quốc gia (NHL) đối với số lượng lớn cầu thủ đã ký hợp đồng với Hiệp hội khúc côn cầu thế giới (WHA) vào năm 1972, trong đó tất cả lệnh cấm đều bị tòa án cấp dưới bác bỏ trừ với một cầu thủ - ngôi sao Bobby Hull của Chicago Black Hawks. Tuy nhiên, tòa phúc thẩm đứng về phía WHA và Hull, gọi các hoạt động kinh doanh của NHL là độc quyền, thông đồng và bất hợp pháp. Mặc dù điều khoản bảo lưu không bị bãi bỏ rõ ràng, nhưng tòa án đã thực sự ngăn chặn mọi lệnh cấm tiếp theo dựa trên điều khoản bảo lưu, khiến nó trở nên vô dụng. (Trong khi đó, WHA đã bỏ phiếu khi thành lập để bãi bỏ điều khoản bảo lưu.) Việc chấm dứt điều khoản bảo lưu trong khúc côn cầu vẫn là một phần quan trọng trong di sản của WHA, vì nó cuối cùng đã dẫn đến sự phát triển của hệ thống chuyển nhượng tự do hiện đại của NHL.

## Bóng đá (MLS)
Major League Soccer (MLS) là một giải bóng đá chuyên nghiệp cấp độ cao nhất của môn thể thao này tại cả Hoa Kỳ và Canada và là một trong những giải đấu thể thao nhà nghề hàng đầu của Hoa Kỳ và Canada. 
Không giống như bốn giải đấu nhà nghề khác của thể thao chuyên nghiệp Bắc Mỹ, MLS vẫn giữ lại điều khoản dự trù trong hợp đồng của mọi cầu thủ. Đối với Major League Soccer, ban đầu điều này nhằm ngăn chặn các câu lạc bộ cạnh tranh với nhau để giành hợp đồng cầu thủ, một khía cạnh của một thực thể duy nhất được thiết kế để bảo vệ nó khỏi các vụ kiện chống độc quyền.  MLS là một thực thể duy nhất trong đó mỗi đội được sở hữu và kiểm soát bởi các nhà đầu tư thành viên của giải đấu.  Các nhà đầu tư - người điều hành kiểm soát các đội của họ giống như chủ sở hữu các đội ở các giải đấu khác và thường được gọi (một cách không chính xác) là chủ sở hữu của đội.  Theo quan điểm của MLS về thị trường thể thao chuyên nghiệp toàn cầu, hoạt động đấu thầu nội bộ sẽ dẫn đến tăng chi phí. Giải đấu còn thực hiện thêm một bước nữa để áp dụng điều khoản dự bị cho cầu thủ vô thời hạn là biến quyền của cầu thủ thành một tài sản trong cấu trúc đội trong thời gian dài sau khi cầu thủ rời khỏi giải đấu. 